# Zwötzen
Zwötzen ist seit dem 1. Januar 1919 ein Stadtteil im Südosten von Gera.

## Lage
Zwötzen liegt südlich der Kernstadt Gera und östlich der Weißen Elster in deren Aue. Die Bahnstrecke Leipzig–Probstzella führt durch den Stadtteil.

## Geschichte
Erste sorbische Siedlungen werden bereits aus Zeiten der Völkerwanderung im 7. Jahrhundert berichtet. Zwötzen wurde 1314 als Zcwoczen erstmals urkundlich erwähnt; der Name wurde vermutlich von svecena (slawisch für geweihter Ort) oder vom slawischen Personennamen Swoc abgeleitet.
1533 wurde Zweczen als Kirch- und Grenzdorf slawischer Gründung bezeichnet. 1647, zum Ende des Dreißigjährigen Krieges, hatte Zwötzen 54 Einwohner und 12 Häuser.
Bedingt durch die Lage als Vorort der Industriestadt Gera wuchs Zwötzen zur Zeit der Industrialisierung stark und bis 1871 stieg die Einwohnerzahl auf 674 an, die durch Zwötzen führende Eisenbahnstrecke Gera – Eichicht (über Saalfeld) und das erste große Brückenbauwerk werden erbaut und in Betrieb genommen. 1890 geht die Gera-Greizer Kammgarnspinnerei in Betrieb.
1892 wurde die mechanische Weberei Meinhard & Bierling in der Langen Straße 71 erbaut, die Kinderbewahranstalt „Heinrichsstift“ der evangelischen Kirche wurde eröffnet und die Königlich Sächsische Staatseisenbahn eröffnete die Strecke von Gera-Süd nach Wünschendorf mit der Haltestelle Gera-Ost in Zwötzen. Der Anschluss an ein Wasserleitungssystem erfolgt 1907, der Gasanschluss an das Gasnetz von Gera erfolgte 1910.
1894 wurde die alte, seit 1604 nachweisbare evangelische Pfarrkirche St. Martini abgebrochen, da sie für den Ort zu klein geworden war. Am 10. November 1895 wurde die neue, neogotische Zwötzener Kirche eingeweiht. Zur Einweihung der Zwötzener Schule am 30. Oktober 1911 wurde durch deren erstem Rektor Bruno Geweniger eine Festschrift, die erste Chronik von Zwötzen, verfasst.
Am 1. Januar 1919 wurde Zwötzen nach Gera eingemeindet, bereits damals zählte es mehr als 5.500 Einwohner.
Die Schleifmaschinenfabrik Gebr. Weissker wurde 1921 in der Kaimberger Str. 9 in Betrieb genommen. 1943 weiht die Kammgarnspinnerei den ersten Betriebskindergarten Geras ein.
1944 befinden sich aufgrund der Kriegsschäden Behelfsheime im Schafgraben und zwischen Lusan und Zwötzen im Bau. Am 30. November des Jahres werden vor allem Bahnanlagen und Industriebetriebe bei einem Bombenangriff zerstört.
Am 23. Februar 1945 Bombenangriff auf Zwötzen, bei dem u. a. die Kammgarnspinnerei Zwötzen getroffen wird.
Das Stadion der Textilarbeiter wird 1993 in „Sportzentrum Gera-Zwötzen Karl Harnisch“ umbenannt. Die Kammgarnspinnerei in der Ruckdeschelstraße wird liquidiert.
1998 wird der Grundstein für das Wohn- und Geschäftshaus „Bürgerhof“ gelegt. Es enthält ein von der Diakonie betriebenes Betreutes Wohnen sowie im Erdgeschoss einen Einkaufsmarkt und eine Sparkassenfiliale.

### Rittergut Zwötzen
Das Rittergut Zwötzen war ein landtagsfähiges Rittergut. Mit dem Besitz des Rittergutes verbunden war die Patrimonialgerichtsbarkeit in Form der Erbgerichtsbarkeit über Zwötzen und einen Teil von Dürrenebersdorf. Die niedere Gerichtsbarkeit wurde zum 1. Januar 1855 aufgehoben.
Das Rittergut Zwötzen war seit dem Ende des 15. Jahrhunderts im Besitz der Familie von Lüschwitz, seit 1691 der Familie Heubler, seit 1742 von Brettin, seit 1803/04 von Kutschenbach, seit 1811 Wurmb von Zink, seit 1820 Albert, seit 1826 Schenk und seit 1862 Schlick. 1862 erwarb der Diaconus suburbarnus Heinrich Julius Schlick in Gera das Rittergut und übertrug des 1866 seinem Sohn Paul Schlick. 1910 übernahm dessen Sohn Otto Schlick das Rittergut.

## Politik
Mit Inkrafttreten der neuen Hauptsatzung der Stadt Gera zum 1. Juni 2014 wurde für Zwötzen eine Ortsteilverfassung eingeführt. Am 14. September 2014 wurde Matthias Lagojda zum Ortsteilbürgermeister
gewählt. Er unterhält durch zehn weitere Ortsteilratsmitglieder Unterstützung im Ortsteilrat.

## Sport
Zwötzen ist die Heimat des TSV 1880 Gera-Zwötzen. Die Fußballmannschaft, nachdem ihr 2003 der Aufstieg in die Thüringenliga gelungen war, verließ den Verein und fusionierte mit dem SV 1861 Liebschwitz zum 1. FC Gera 03. Der Verein trägt seine Heimspiele im Karl-Harnisch-Stadion in Zwötzen aus. Ab 2006 spielte die 1. Männermannschaft, die 2007 in die NOFV-Oberliga aufstieg, im größeren Stadion der Freundschaft, wich aber für einige Landesliga-Heimspiele während der Bundesgartenschau 2007 wieder nach Zwötzen aus. Nach dem Oberligaabstieg im Jahr 2010 ist Zwötzen nun wieder alleiniger Spielort.

## Bildung
Mit Schuljahresbeginn 1975 erhielt der Stadtteil eine neue Polytechnische Oberschule, die Bertolt-Brecht-Schule. Sie wurde 2012 abgerissen.
Am 26. September 2005 zog die 9. Staatliche Grundschule in die damalige Zwötzener Regelschule ein. Seit dem 17. November 2006 trug die Schule den gemeinsamen Namen Zwötzener Schule. Seit dem Schuljahr 2008/2009 befindet sich die Grundschule alleine in dem Gebäude. Am 27. Mai 2014 gründete sich der Förderverein der Zwötzener Grundschule.

## Verkehr

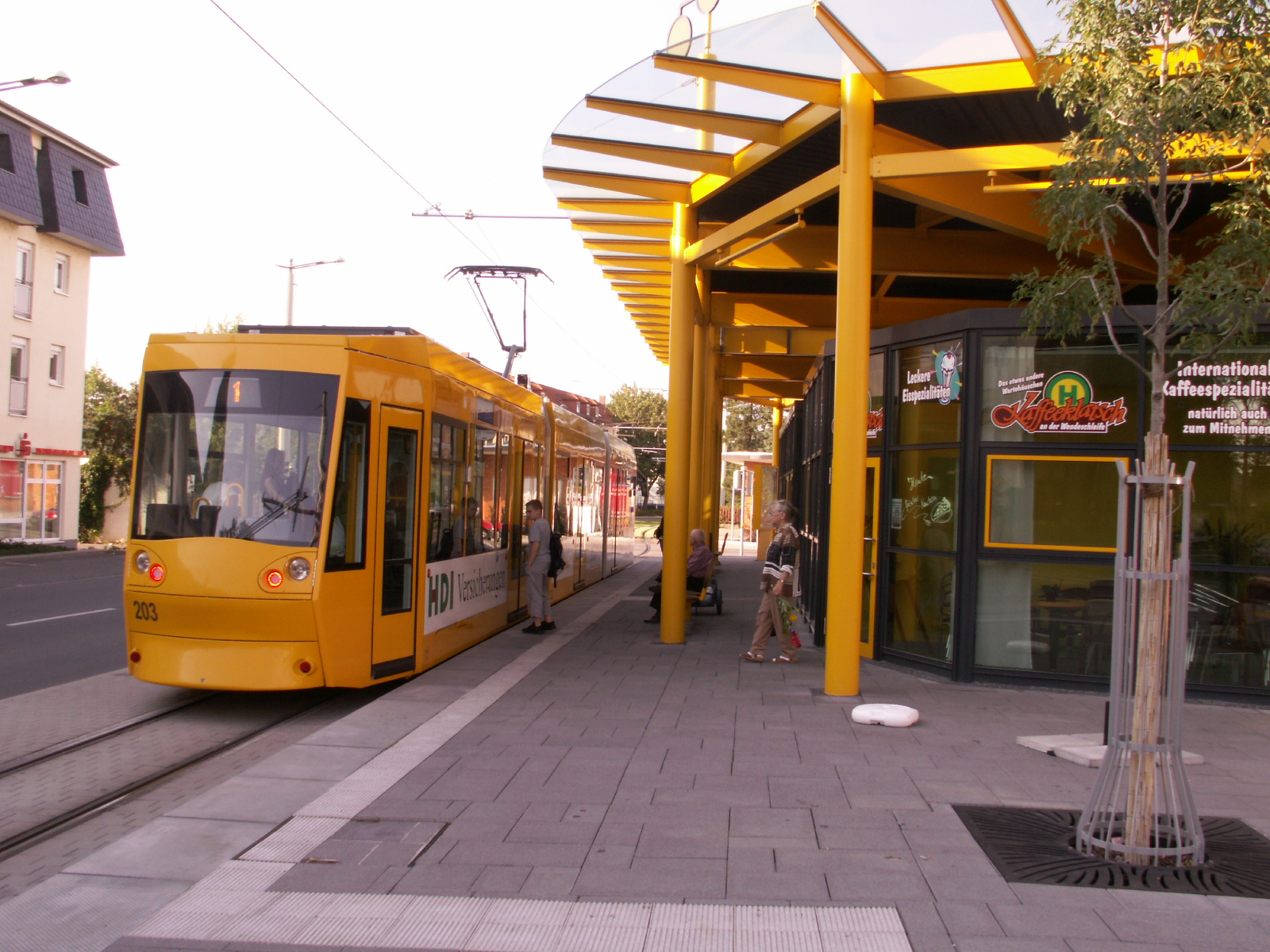
Straßenbahn der Linie 1 an der Wendeschleife Zwötzen

Zwötzen verfügte über zwei Bahnhaltepunkte, von denen heute noch einer in Betrieb ist. Über den Bahnhof Gera-Zwötzen verkehren die Bahnstrecke Leipzig–Probstzella von Leipzig über Gera nach Saalfeld bzw. Zeulenroda/Hof sowie die Züge der Elstertalbahn von Erfurt über Gera nach Greiz und weiter nach Weischlitz. Die Elstertalbahn führte bis zum 24. Oktober 2016 über den ehemaligen Zwötzener Haltepunkt Gera Ost (früher Zwötzen Ost), dieser Streckenabschnitt wurde auf dem Gebiet der Stadt Gera stillgelegt.
Die Geraer Straßenbahn verkehrte ab 19. November 1925 vom Stadtzentrum durch die Reichsstraße über die Ochsenbrücke nach Zwötzen; die damalige Endhaltestelle befand sich in der heutigen Zwötzener Straße. Ab 1959 verkehrten die Bahnen im Ringverkehr Stadtzentrum–Debschwitz–Lusan–Zwötzen–Stadtzentrum (so genannter Südring). 1971 wurde allerdings der Abschnitt Zwötzen-Stadtzentrum durch die heutige Reichsstraße eingestellt, so dass es nur noch die Strecke über Debschwitz nach Zwötzen gab. Seit 1996 wird Zwötzen von der Linie 2 Lusan/Brüte–Zwötzen bedient. 2004 wurde diese Linie um einige hundert Meter verkürzt: es wurde eine neue Wendeschleife am Bahnhof Zwötzen mit Kombibahnsteig in Betrieb genommen. Seit Juni 2012 fährt die Linie 2 bis zur Endhaltestelle Lusan/Zeulsdorf.
Seit November 2006 ist die Linie 1 von Untermhaus durch Stadtzentrum und Reichsstraße nach Zwötzen in Betrieb. Die Wendeschleife befindet sich nahe der Einmündung der Kaimberger Straße. Die Linien 1 und 2 sind nicht miteinander verbunden. Eine mögliche Verbindung über die Lange Straße ist aber im Flächennutzungsplan der Stadt enthalten.
Außerdem wird Zwötzen von den Buslinien 16, 18 und 25 der Verkehrs- und Betriebsgesellschaft Gera und der Linie 219 der RVG Regionalverkehr Gera/Land bedient.
Seit 1980 verbindet die 56 Meter lange Fußgängerbrücke Zwötzen mit Debschwitz in der Verlängerung der Langen Straße über die Elster.
Am Elsterdamm führt der Elster-Radweg entlang, der von der Elsterquelle über 250 km vier Länder Tschechien, Sachsen, Thüringen und Sachsen-Anhalt – vom Vogtland durchs Thüringer Schiefergebirge bis hin zur Leipziger Tieflandsbucht diese Regionen touristisch verbindet.

## Sehenswürdigkeiten

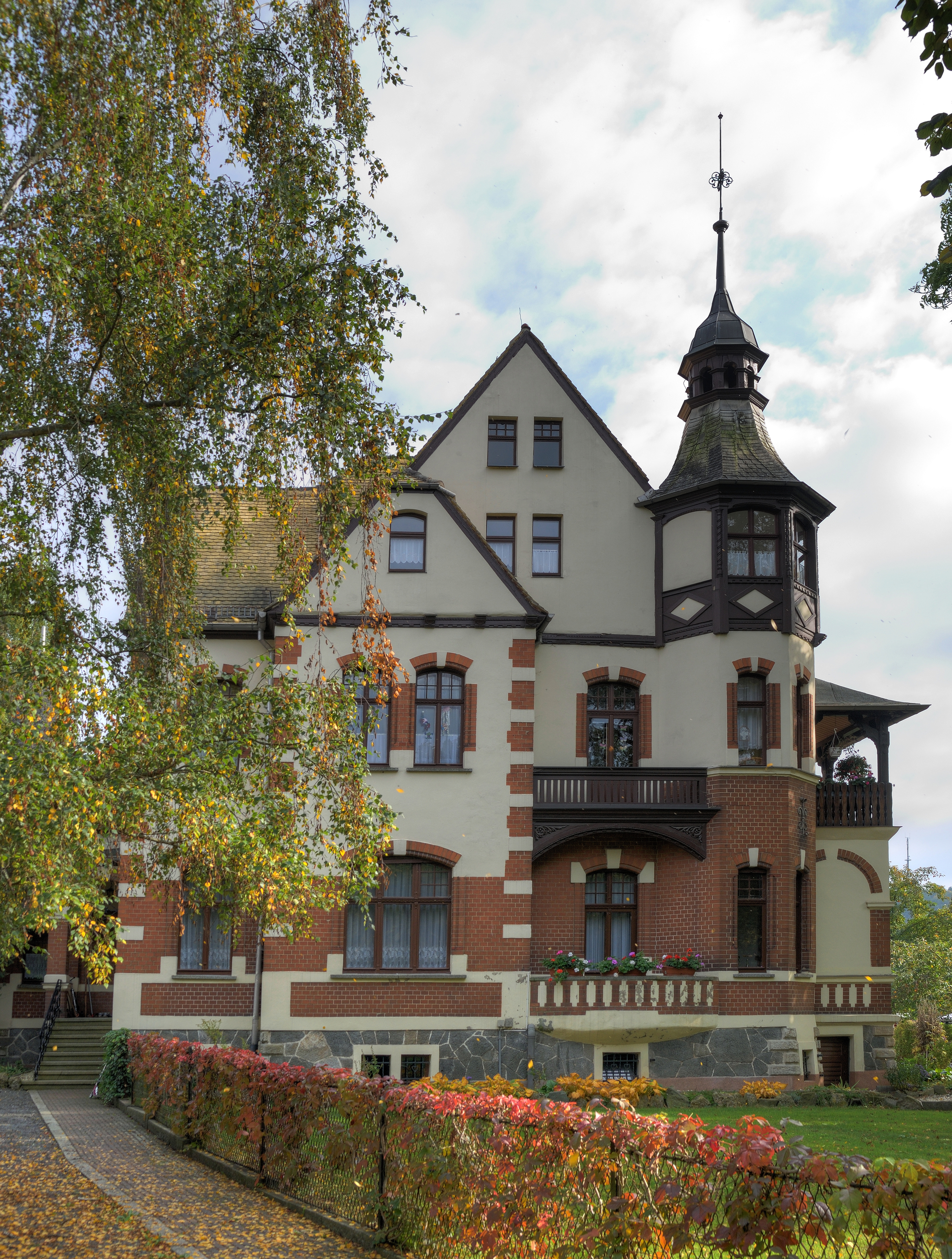
Villa Rothe

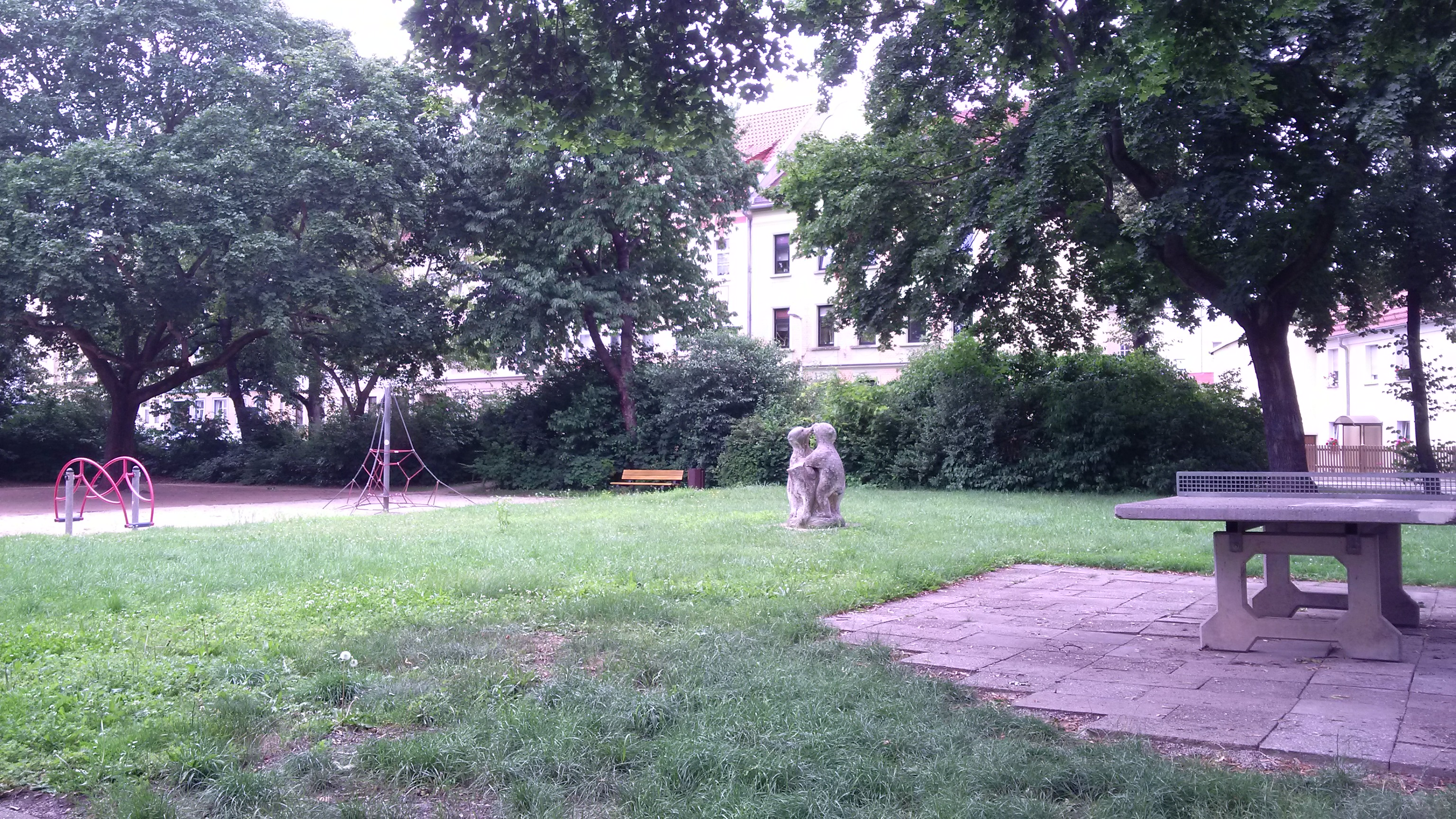
Spielplatz mit Skulptur Bärengruppe, 1952

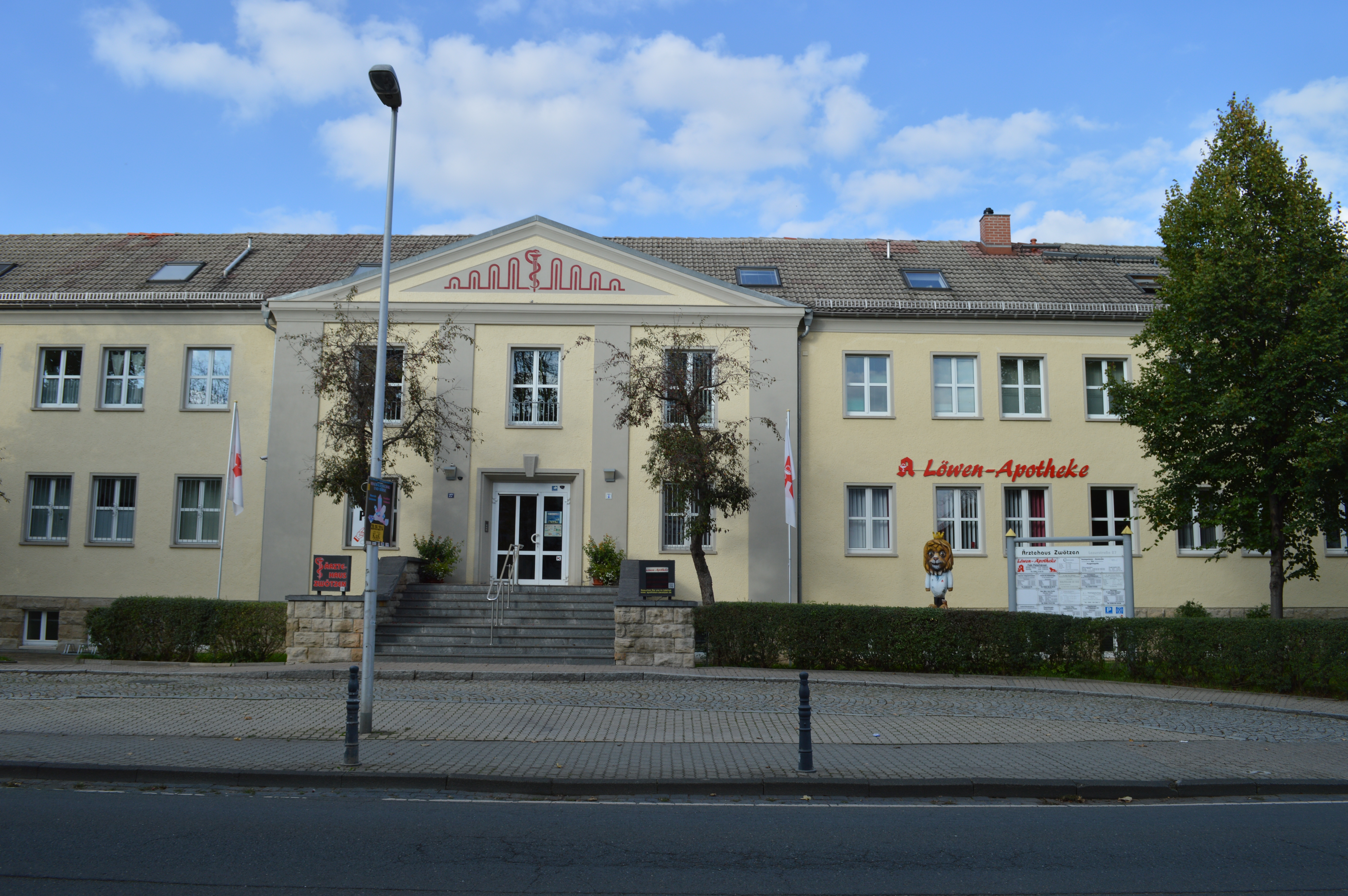
Ärztehaus Zwötzen, ehemalige Poliklinik, 1955

Die evangelische Kirche St. Martini wurde als neugotischer Bau mit gelber Backsteinverblendung 1894/95 von Julius Zeißig aus Leipzig als zweischiffige Hallenkirche mit nordöstlichem Glockenturm anstelle eines Vorgängerbaus errichtet.
Die Villa Rothe in der Liebschwitzer Straße wurde 1899/1900 durch den Architekten Carl Zaenker erbaut.
Auf dem Meta-Böhnert-Platz befand sich bis zur Umgestaltung im Sommer 2019 eine 1952 vom Geraer Bildhauer Kurt Erich Muckisch aus Sandstein geschaffene Skulptur Bärengruppe mit drei spielenden Bärenkindern. Die leider verschlissene Plastik wurde vorerst eingelagert und durch die Bronzeplastik Mühle von Hans-Peter Goettsche ersetzt. Nun laden die fröhlich spielenden Kinder auf den neu geschaffenem Buntstiftspielplatz ein, so wie jahrzehntelang zuvor auf dem Schlossareal Osterstein.
Weitere Kulturdenkmale in Gera, die sich im Stadtteil befinden:
- Schule mit Turnhalle und Schulhof, ehemalige Volksschule Zwötzen (bemerkenswerte Jugendstildekorationen, erbaut 1910/11, Architekten Gebr. Kießling aus Kötzschenbroda), jetzt Zwötzener Grundschule Gera

- ehemaliges Verwaltungsgebäude der Fa. Wesselmann-Bohrer-Comp. A.G., nachmalig Zentrales Materiallager und Betriebsschule der SDAG Wismut, heute Bildungszentrum

- Industrieanlage der ehemaligen Woll- und Seidenweberei Schulenburg & Bessler, nachmalig Geraer Woll- und Seidenweberei (Gewosei), dann VEB Modedruck Gera

- ehemalige Poliklinik Clara Zetkin (erbaut 1955), jetzt Ärztehaus
- Kinderkrippe (Zwötzener Straße 83a) und Kinderhort mit Gartenanlage

Auf dem Friedhof befindet sich das von ihr selbst geschaffene Grabmal der Geraer Bildhauerin Lisa Simcik-Kroemer.

## Persönlichkeiten
- Franz Schlutter (1831–1910), deutscher Gutsbesitzer und Politiker, 1864 bis mindestens 1906 Bürgermeister in Zwötzen
- Franz Simcik (1885–1953), Pfarrer in Zwötzen von 1918 bis 1953,  Heimat- und Kunstsachverständiger, führte eine Chronik von Zwötzen 1918–1920 und 1924, Vorsitzender des Heimat- und Geschichtsverein Gera

- Lisa Simcik-Kroemer (1890–1954), Bildhauerin und Ehefrau von Pfarrer Simcik, schuf Kriegerdenkmale und Plastiken[5][6]
- Erwin Panndorf (1904–1942), Arbeitersportler, Gewerkschafter und antifaschistischer Widerstandskämpfer
- Eugen Ruckdeschel, erster Vorsitzender des Aufsichtsrates der Gera-Greizer Kammgarnspinnerei von 1890 bis 1919